# Manfred Windfuhr
Manfred Windfuhr  (* 24. Oktober 1930 in Remscheid-Lennep) ist ein deutscher Literaturwissenschaftler und Hochschullehrer.

## Wissenschaftliche Laufbahn
Windfuhr studierte Germanistik, Philosophie, Geschichte und Kunstgeschichte in Köln, Heidelberg und Marburg, wo er 1955 mit einer von Friedrich Sengle betreuten Dissertation über Carl Leberecht Immermanns erzählerisches Werk den Doktorgrad erwarb. Danach war er von 1957 bis 1959 als wissenschaftlicher Assistent an der Philipps-Universität Marburg und von 1959 bis 1965 an der Ruprecht-Karls-Universität Heidelberg tätig. Dort habilitierte er sich 1965/66 mit einer Arbeit über barocke Bildlichkeit. Nach einer Lehrstuhlvertretung an der Ludwig-Maximilians-Universität München 1966/67 wurde er 1967 ordentlicher Professor für Neuere Germanistik an der Rheinischen Friedrich-Wilhelms-Universität Bonn. 1969 nahm er einen Ruf an die Universität Düsseldorf an, wo er bis zu seiner Emeritierung im Jahr 1992 lehrte.

## Heine-Philologie
Neben seiner „normalen“ wissenschaftlichen Karriere gründet sich Windfuhrs Ruf in der Fachwelt in erster Linie auf seine Rolle als Herausgeber der historisch-kritischen Ausgabe der Werke von Heinrich Heine, die von 1973 bis 1997 in 16 Bänden im Verlag Hoffmann und Campe erschien. Bereits ein Jahrzehnt vor dem Erscheinen des ersten Bandes der Düsseldorfer Heine-Ausgabe war eine Arbeitsstelle für diese Edition eingerichtet worden, deren Leitung Windfuhr übertragen wurde. Neben der reinen Herausgebertätigkeit hat Windfuhr eine Biografie, einen Band mit Forschungsaufsätzen und zahlreiche weitere Beiträge über Heinrich Heine publiziert und maßgeblichen Anteil genommen an der Diskussion um die Namensgebung der Düsseldorfer Universität, die sich nach mehreren Anläufen erst 1988 für Heine entschieden hat. Er ist Ehrenmitglied der Heinrich-Heine-Gesellschaft.

## Leitthematik seiner Forschung
Leitthematik von Windfuhrs Arbeiten ist der Umgang mit engagierter Literatur, was sich neben Heinrich Heine u. a. an der modernen prognostischen Gattung festmachen lässt. Im Zentrum stehen die Fragen nach dem sozialen und politischen Zeichencharakter und der kritischen Leistungsfähigkeit dichterischer Texte. Mit dem Band Zukunftsvisionen. Von christlichen, grünen und sozialistischen Paradiesen und Apokalypsen legte er 2018 die umfassendste Analyse von Utopien und Dystopien der deutschsprachigen Literatur zwischen 1939 und 1989 vor. Mehr als 80 Romane und Erzählungen werden hinsichtlich des prognostischen Profils, der Intention wie Warnung, Abschreckung oder positive Impulssetzung, hinsichtlich der ästhetischen Gestaltungsvielfalt und des kulturellen und gesellschaftlichen Hintergrunds sehr ausführlichen, luziden Einzelanalysen unterzogen. Eine stringente Systematik unterscheidet vier Großgruppen prognostischer Literatur: Christliche Utopien, grün-alternative Zukunftsvisionen, sozialistische Paradies-Entwürfe und dystopische Visionen von Vernichtung und Auslöschung. Innerhalb dieser übergreifenden Kategorien wird eine große Typen-Vielfalt von utopischen und dystopischen Projektionen entwickelt. Die Einflüsse der Weltliteratur von Plato bis Orwell werden jeweils mitreflektiert, und der relevante Forschungsstand zu allen untersuchten Werken wird
berücksichtigt. Windfuhr schreibt an gegen die bisher verbreitete einseitige Akzentuierung des dystopischen Feldes. In allen Großgruppen außer der „Katastrophenliteratur“ finden sich im untersuchten Zeitraum zahlreiche positive Utopien im ursprünglichen Sinne des Utopia von Thomas Morus. Ein weiterer Schwerpunkt entwickelte sich aus Windfuhrs Beschäftigung mit dem Roman. Er veröffentlichte Bücher über Karl Immermann und Uwe Johnson als Erzähler (1957, 2003) und einen Sammelband mit Romaninterpretationen von Grimmelshausen bis Niebelschütz (1993). Damit erschließt er eine außerordentlich wandlungsfähige Gattung, die gegenüber Drama und Lyrik längere Zeit vernachlässigt wurde.

## Publikationen (Auswahl)

### Autor
- Immermanns erzählerisches Werk. Zur Situation des Romans in der Restaurationszeit. Gießen 1957 (Diss. Marburg 1955)
- Die barocke Bildlichkeit und ihre Kritiker. Stilhaltungen in der deutschen Literatur des 17. und 18. Jahrhunderts. Stuttgart 1966 (Habil.-Schrift Heidelberg 1965)
- Heinrich Heine. Revolution und Reflexion. Stuttgart 1969 (2. Auflage 1976, ISBN 3-476-00321-3)
- Erfahrung und Erfindung. Interpretationen zum deutschen Roman vom Barock bis zur Moderne. Heidelberg 1992, ISBN 3-8253-4545-9.
- Rätsel Heine. Autorprofil – Werk – Wirkung. Heidelberg 1997, ISBN 3-8253-0514-7.
- Erinnerung und Avantgarde: der Erzähler Uwe Johnson. Heidelberg 2003, ISBN 3-8253-1488-X.
- Die Düsseldorfer Heine-Ausgabe. Ein Erfahrungsbericht. Düsseldorf 2005, ISBN 3-89978-043-4.
- Zukunftsvisionen. Von christlichen, grünen und sozialistischen Paradiesen und Apokalypsen. Bielefeld 2018, 882 S. ISBN 978-3-8498-1133-4.

### Als Herausgeber
- Deutsche Fabeln des 18. Jahrhunderts. Stuttgart 1960.
- Christian Hofmann von Hofmannswaldau: Gedichte. Stuttgart 1964.
- mit Jost Hermand: Zur Literatur der Restaurationsepoche 1815–1848. Stuttgart 1970.
- Heine-Studien. 7 Bände. Hamburg 1971–1976.
- Heinrich Heine: Historisch-kritische Gesamtausgabe der Werke. 16 Bände. Hoffmann & Campe, Hamburg 1973–1997.
- mit Wilhelm Gössmann: Heinrich Heine im Spannungsfeld von Literatur und Wissenschaft. Essen 1990.
- mit Ferdinand Schlingensiepen: Heinrich Heine und die Religion. Ein kritischer Rückblick. Düsseldorf 1998.

### Festschriften
- „Stets wird die Wahrheit hadern mit dem Schönen“. Festschrift für Manfred Windfuhr zum 60. Geburtstag. Hrsg. von Gertrude Cepl-Kaufmann (u. a.) Köln/Wien 1990. S. 505–513: Liste der Publikationen von 1955 bis 1990. ISBN 3-412-02790-1.
- Literarische Fundstücke. Wiederentdeckungen und Neuentdeckungen. Festschrift für Manfred Windfuhr. Hrsg. von Ariane Neuhaus-Koch (u. a.) Heidelberg 2002. S. 517–527: Liste der Publikationen von 1991 bis 2000. ISBN 3-8253-1303-4.